# 大日本史料
『大日本史料』（だいにほんしりょう）は、1901年（明治34年）から現在まで刊行が続けられている日本史の史料集である。六国史（『日本書紀』から『日本三代実録』まで）の後、国史の編纂事業が行われていないため、その欠落部分を埋めるべく編纂が始まった。
『日本三代実録』に続く平安時代の宇多天皇（887年即位）から江戸時代までを対象とし、歴史上の主要な出来事について年代順に項目を立て、典拠となる史料を列挙する。

## 概要

### 経緯
1895年（明治28年）に帝国大学文科大学に史料編纂掛（現・東京大学史料編纂所）が設けられて歴史書の編纂が始まった。当初は正史（通史）を記述する計画であったが、結局史料集を編纂することになった（明治政府の修史事業参照）。
編集方針は、江戸時代に和学講談所（塙保己一が開設）で編纂された「史料」を基礎とした。「史料」は宇多天皇以降を対象とした史料集で、後一条天皇の1024年（万寿元年）までが完成していた。
史料編纂掛では、宇多天皇の887年（仁和3年）から1867年（慶応3年）を16編に分けて編纂を行い、「史料稿本」を作成した。5600冊程の草稿（未定稿）である。「史料稿本」をもとに校訂作業を行い、各編ごとに順次刊行することにした。
『大日本史料』は1901年（明治34年）、第六編（南北朝時代）から刊行が始まった（「太平記」が史料の一つとして引用されている）。同年に第十二編（江戸時代）、1902年に第四編（鎌倉時代）の刊行と続いた。
敗戦に伴い1945-1951年の間、刊行が途絶えていたが、1951年に坂本太郎が史料編纂所所長に就任し、1952年より刊行を再開した。100年を超える大事業となり、平均すると年に数冊の刊行ペース、これまでに431冊（2024年12月現在）が刊行されている。
| 編   | 時代                | 時代                | 時代                                         | 刊行状況                                     | 備考                        |
| ---- | ------------------- | ------------------- | -------------------------------------------- | -------------------------------------------- | --------------------------- |
| 一   | 仁和3(887)年8月     | 寛和2(986)年6月     | 宇多天皇以降（六国史の後）                   | 24冊完結                                     | 他に補遺（既刊4冊）         |
| 二   | 寛和2(986)6月       | 応徳3(1086)年11月   | 一条天皇以降、白河天皇譲位まで               | 既刊32冊（2019年）：長元5(1032)年まで        |                             |
| 三   | 応徳3(1086)年11月   | 文治元(1185)年11月  | 堀河天皇（院政）以降、平家滅亡まで           | 既刊30冊（2020年）：保安3(1122)年まで        |                             |
| 四   | 文治元(1185)年11月  | 承久3(1221)年7月    | 源頼朝政権以降、仲恭天皇廃位（承久の乱）まで | 16冊完結                                     | 他に補遺（既刊1冊）         |
| 五   | 承久3(1221)年7月    | 元弘3(1333)年5月    | 後堀河天皇以降、北条氏滅亡まで               | 既刊37冊（2022年）：建長3(1251)年まで        |                             |
| 六   | 元弘3(1333)年5月    | 明徳3(1392)年閏10月 | 後亀山天皇譲位（南北朝合一）まで             | 既刊51冊（2023年）：天授3・永和3(1377)年まで |                             |
| 七   | 明徳3(1392)年閏10月 | 文正元(1466)年12月  | 後小松天皇以降                               | 既刊35冊（2023年）：應永26(1419)年12月まで   |                             |
| 八   | 応仁元(1467)年正月  | 永正5(1508)年6月    | 応仁の乱以降                                 | 既刊45冊（2024年）：延徳2(1490)年まで        |                             |
| 九   | 永正5(1508)年6月    | 永禄11(1568)年8月   | 足利義稙上洛以降                             | 既刊30冊（2024年）：大永4(1524)年まで        |                             |
| 十   | 永禄11(1568)年8月   | 天正10(1582)年6月   | 織田信長上洛以降、本能寺の変まで             | 既刊31冊（2024年）：天正3(1575)年7月まで     |                             |
| 十一 | 天正10(1582)年6月   | 慶長8(1603)年2月    | 豊臣秀吉帰還以降                             | 既刊30冊（2024年）：天正14(1586)年7月まで    | 他に別巻2冊（天正遣欧使節） |
| 十二 | 慶長8(1603)年2月    | 慶安4(1651)年       | 徳川家康政権以後                             | 既刊63冊（2023年）：元和9(1623)年5月まで     |                             |
| 十三 | 慶安4(1651)年       | 延宝8年(1680)       | 江戸時代前期                                 | 未刊行                                       |                             |
| 十四 | 延宝8年(1680)       | 天明6(1786)年       | 江戸時代中期                                 | 未刊行                                       |                             |
| 十五 | 天明6(1786)年       | 嘉永6(1853)年       | 江戸時代後期                                 | 未刊行                                       |                             |
| 十六 | 嘉永6(1853)年       | 慶応3(1867)年       | 幕末                                         | 未刊行                                       |                             |

『大日本史料』として刊行されているのは江戸時代初期の第12編までである。それ以降（第13編-第16編）についても「史料稿本」は作られているが、刊行されていない。なお、近世については、別に『大日本近世史料』や『大日本維新史料』が刊行されている。
上述のように『大日本史料』には未刊行部分が多いため、『史料綜覧』が刊行されている（既刊17巻。17巻は1639年（寛永16年）までが対象）。『史料綜覧』は綱文の部分と典拠となる史料の名称を掲載しており、未刊行部分の時期を調べる際の手がかりになるほか、詳細な年表としても利用できる。

### データベース
『大日本史料』のデータベース（「史料稿本」などを含む）が、東京大学史料編纂所の公式サイトで公開されている。

### 記述法
記述のスタイルは、はじめに綱文（要約文）を記し、その後に史料（日記、歴史書、古文書など）を原文で引用する。これは和学講談所の「史料」を範としたスタイルである。
源頼朝・足利尊氏・徳川家康の征夷大将軍就任の記事を事例に挙げる。
建久3年（1192年）7月
綱文に「十二日、壬午、臨時除目、前権大納言源頼朝を征夷大将軍と為す（略）」とし、その後に『公卿補任』『吾妻鏡』『平家物語』などの史料を引用する。
延元3年（1338年）8月
綱文に「（十一日）北朝、（略）尊氏を正二位に叙し、征夷大将軍に補し、直義を従四位上に叙し、左兵衛督に任ず」とし、『公卿補任』『太平記』などを引用する。
慶長8年（1603年）2月
綱文に『十二日、亥己内大臣徳川家康を右大臣に任じ、征夷大将軍に拝し、源氏長者、淳和奨学両院別当と為し、牛車兵仗を聴す（略）』とし、『公卿補任』『慶長日件録』『言経卿記』などを引用する。